# Reunion in France
Reunion in France ist ein US-amerikanischer Spielfilm aus dem Jahr 1942 mit Joan Crawford und John Wayne unter der Regie von Jules Dassin.

## Handlung
Michele de la Becque, eine junge, durch Heirat zu Wohlstand gekommene Frau, betreibt in Paris einen eleganten Modesalon. Sie hat ein Verhältnis mit dem Finanzmagnaten Robert Cortot, der über gute Kontakte zu den deutschen Besatzern verfügt. Während das übrige Land in Elend und materieller Not darbt, frönt Michele ihrem Leben im Luxus und ohne Sorgen. Eines Tages macht sie die Bekanntschaft von Pat Talbot, einem amerikanischen Bomberpiloten, der über Paris abgeschossen wurde. Er hält Michele ihren fehlenden Patriotismus vor. Tief betroffen geht die junge Frau in sich.  Als sie dann noch entdeckt, dass Robert mit den Deutschen kollaboriert, fasst Michele sich ein Herz und flieht mit Pat. Am Ende stellt sich heraus, dass Robert in Wirklichkeit ein Patriot ist, der nur zum Schein als Sympathisant der Besatzungsmacht auftritt. Pat kann sicher nach England entkommen und Michele beschließt, an der Seite von Robert gegen die Deutschen und für ein freies Frankreich zu kämpfen.

## Hintergrund
Joan Crawfords Karriere befand sich seit Mitte der 1930er in einer dauerhaften Krise. Ihr Versuch, sich durch den Wechsel ins dramatische Fach den Zuspruch ihrer Fans zu sichern, scheiterte letztlich. Zu häufig bekam mittlerweile ihre Garderobe bessere Kritiken als sie selbst und erst 1939 mit ihrem Auftritt in einer relativ kleinen Rolle in Die Frauen konnte sie unter der Regie von George Cukor den Sprung zu Charakterrollen machen. Trotz einiger Erfolge, so in  Die Frau mit der Narbe, war das Ende ihres Studiovertrages bei MGM mittlerweile absehbar und wurde in der Fachpresse auch offen diskutiert. Das mangelnde Zutrauen von Louis B. Mayer in die weitere Zukunft der Schauspielerin zeigte sich in der Qualität der angebotenen Drehbücher. Statt Madame Curie oder Gefundene Jahre, die beide an Greer Garson gingen, gab es für Crawford Reunion in France.
Jules Dassin fand sich zu seiner eigenen Überraschung als Regisseur für den Film eingesetzt und musste bei der Gelegenheit lernen, dass die Interessen der – überwiegend weiblichen – Fans bei einem Crawford-Film eher in Richtung Kostüme und Garderobe gingen und sich weniger um inhaltliche Aspekte wie Glaubwürdigkeit und innere Logik drehten. Während Dassin eine möglichst realistische und brutale Darstellung von Not, Elend und Gewalt im besetzten Frankreich auf die Leinwand bringen wollte, überzeugten die Produzenten ihn rasch, dass Crawford noch in größter Not in jeder Szene ein neues Ensemble mit passendem Hut und Handschuhen zu tragen habe. Der Film war zunächst als Reunion in Produktion und wurde erst unmittelbar vor der Veröffentlichung am 25. Dezember 1942 in Reunion in France umbenannt.
Crawford war sich der mangelhaften Qualität der Produktion wohl bewusst. Im Interview mit Roy Newquist meinte sie zu diesem Abenteuer: 

„Grundgütiger. Wenn es ein Leben nach dem Tode gibt und ich dann für meine Sünden bestraft werden, muss ich diesen Film immer und immer wieder sehen. [...] Nimm John aus dem Sattel und du bekommst ein Problem. Auf jeden Fall hatte ich eine nette Auswahl an Kostümen. (Ernsthaft, ich glaube damals hat mich ein schlechtes Skript so eingeschüchtert, dass ich einfach dreingab. Mein Kampfgeist war erloschen; ich ließ meine persönlichen Probleme die Oberhand über professionelles Vorgehen gewinnen und ich schwamm einfach mit dem Strom. Es ist schlimm, das zuzugeben, aber es ist wahr und heute bedaure ich es. Ich hatte genug Kraft, mich zu wehren und habe es einfach nicht getan.)“

## Kinoauswertung
Mit Kosten in Höhe von 1.054.000 US-Dollar war es eine durchschnittlich teuere Produktion. Der Film spielte in den USA mit einer Summe von 1.046.000 US-Dollar eine vergleichsweise geringe Summe ein, zu der Auslandseinnahmen in Höhe von 817.000 US-Dollar kamen. Das kumulierten Gesamtergebnis von 1.863.000 US-Dollar entsprach dem Durchschnitt, den die Produktionen der Schauspielerin mittlerweile erzielen konnten. Am Ende stand ein bescheidener Gewinn von 222.000 US-Dollar.

## Kritik
Die Kritiker fanden keinen Gefallen an dem Film und warfen ihm hohlen Pathos und mangelnde Logik vor. 
T.S. meinte in der New York Times:

„Das ist kein Film über die brutalen und verbissenen aktuellen Kämpfe in Frankreich, es ist einfach nur eine Pflichtübung in melodramatischen Banalitäten für einen populären Star. In der Rolle einer verwöhnten, reichen Frau, die ihre "Bestimmung" während der Niederlage von Frankreich findet ist Joan Crawford der Rolle angemessen, nicht jedoch dem Thema [...] Miss Crawford trägt wie üblich eine ganze Reihe von Ensembles, die mit Sicherheit für mehr Aufmerksamkeit unter den weiblichen Zuschauern sorgen werden als der Film selber.“

Joseph Pihodna brachte in der New York Herald Tribune das Problem auf den Punkt:

„Es reicht aus zu vermerken, dass Miss Crawford in genug neuen Kleidern erscheint, um die Produzenten und die weiblichen Zuschauer glücklich zu machen. Vor dem Hintergrund von all den Verwicklungen in der Handlung, bringt Miss Crawford als Michele de la Becque nicht unbedingt alle Opfer, die das Skript andeutet. Sich auch wie ein Flüchtling zu kleiden steht nicht in ihrem Vertrag.“